# Dipeptidase E
Dipeptidase E ( EC 3.4.13.21, também conhecida como aspartil dipeptidase, peptidase E, produto do gene PepE ( Salmonella typhimurium ) ) é uma enzima bacteriana que catalisa uma reação de hidrólise num dipeptídeo que começa (N-terminal) com o aminoácido ácido aspártico. Esta enzima catalisa a seguinte reação química
Esta enzima não atua sobre péptidos cujo aminoácido N-terminal é glutâmico, asparagina ou glutamina, nem é capaz de clivar péptidos em que o aminoácido N-terminal é isoaspártico.
Não é necessário para a atividade da enzima que o dipeptídeo tenha um grupo carboxilo livre.